# Драгойново
Драгойново е село в Южна България. То се намира в община Първомай, област Пловдив.

## География
Драгойново се намира на 17 км южно от Първомай.

## История
Старо име на селото (до 1906 г.) е Козлук.
В ранното средновековие селището се е превърнало в крепост като тези в Плиска и Преслав. Според учените за първи път в околностите на Драгойново са открити доказателства за съществуването през X век на култура, в която мирно са съжителствали българи и ромеи. В района са намерени уникални скални двуезични надписи. Най-големият от тях е от 17 реда, в който част от думите и буквите са от гръцката азбука, а другите са изписани на кирилица. Откритията накланят везните към твърдението, че границите на Първото българско царство с Византия не са били до Стара планина, а са стигали до северните склонове на Родопите.
На връх Драгойна е разкрит голям тракийски градски център. Открити са останките на светилище, което е може би прочутият храм на Дионисий. При новите разкопки в местността Хисаря са разкрити част от стените на голяма християнска църква с останки от дебела вътрешна и външна мазилка, богато украсена със стенописи.
При избухването на Балканската война в 1912 година 2 души от селото са доброволци в Македоно-одринското опълчение.

## Културни и природни забележителности

### Археологически обекти
Тракийско светилище на връх Драгойна (в рамките на древното фортификационно съоръжение) в близост до селото е разкрито през есента на 2004 г.
В района на село Драгойново се намират 49 надгробни тракийски могили; от тях 47 са разкопани от иманяри. Една могила е разкопана от археолози от АМ Пловдив. Открити са иманярски тунел и колела от антична колесница.

## Редовни събития
29 юни – празник на селото

## Личности
- Ангел войвода, хайдутин от средата на 19 век[3]
- Атанас Запрянов (р. 1950), генерал-лейтенант от резерва, зам.-министър на отбраната
- Йордан Кюмюрджиев (1953 – 2024), полицай
- Паун Везирев, ятак на Ангел войвода, национален революционер
- Стоян Точката – Точка войвода, хайдутин
- Дели Петър, хайдутин
- Кольо Нацков-Кьосе Кольо – хайдутин, втори байрактар на Ангел войвода
- д-р Симеон Грозев – интербригадист
- Райчо Кирков – антифашист

## Туризъм
Туризмът е слабо развит.
В района има маркирани еко маршрути, могат да се предприемат пешеходни преходи из красивите ридове Мечковец, Драгойна и до хижа „Аида“.